# Фердинанд (САУ)
«Фердина́нд» (нем. Ferdinand) — немецкая тяжёлая самоходно-артиллерийская установка периода Второй мировой войны класса истребителей танков. Также имела названия: «Элефант» (нем. Elefant — «слон»), 8,8 cm StuK 43 Sfl L/71 Panzerjäger Tiger (P), Sturmkanone mit 8,8 cm StuK 43, Sd.Kfz.184.  Является одним из самых сильно вооружённых и мощно бронированных образцов немецкой бронетехники того периода. Несмотря на свою малочисленность, является одним из самых известных представителей класса самоходных орудий, с ней связано большое количество легенд.
САУ «Фердинанд» была разработана в 1942—1943 годах, являясь во многом импровизацией на базе шасси непринятого на вооружение тяжёлого танка Tiger (P) разработки Фердинанда Порше. Дебютом «Фердинанда» стала Курская битва, где бронирование этой САУ продемонстрировало свою малую уязвимость для огня советской основной противотанковой и танковой артиллерии, но истребитель танков по сути был беззащитным перед пехотой противника, поскольку изначально не имел пулемёта. В дальнейшем эти машины были оснащены пулемётом и участвовали в боях на Восточном фронте и в Италии, закончив свой боевой путь в пригородах Берлина.

## История создания
История создания «Фердинанда» тесно переплетена с историей создания знаменитого танка «Тигр I». Этот танк разрабатывался двумя конкурирующими конструкторскими бюро — «Порше» и «Хеншель». Зимой 1942 года началось изготовление опытных образцов танков, получивших название VK 4501 (P) («Порше») и VK 4501 (H) («Хеншель»). 20 апреля 1942 года (в день рождения фюрера) опытные образцы были продемонстрированы Гитлеру, проведя показательные стрельбы. Оба образца показали близкие результаты, и решение о выборе образца для серийного производства не было принято. Гитлер настаивал на параллельном производстве обоих типов, военное руководство склонялось к машине Хеншеля. В апреле — июне испытания были продолжены, параллельно фирма «Нибелунгенверке» начала сборку первых серийных «Тигров» Порше. 23 июня 1942 года на совещании у Гитлера было решено иметь в серийном производстве только один тип тяжёлого танка, которым стала машина фирмы «Хеншель». Причиной этого считаются проблемы с электромеханической трансмиссией танка Порше, малый запас хода танка, необходимость разворачивания серийного производства двигателей для танка. Определённую роль сыграл и конфликт Фердинанда Порше и немецкого Управления вооружений.
Несмотря на принятое решение, Порше не прекращал работы над совершенствованием своего танка. 21 июня 1942 года рейхсминистерство вооружения и боеприпасов на основании личного распоряжения Гитлера дало указание об установке на танк мощной 88-мм пушки с длиной ствола 71 калибр. Однако, установка данной пушки в существующую башню оказалась невозможной, о чём руководство завода «Нибелунгенверке» сообщило 10 сентября 1942 года. Параллельно также по инициативе Гитлера прорабатывался вопрос об установке на шасси танка трофейной французской 210-мм мортиры в неподвижной рубке.
Ещё в марте 1942 года Гитлер приказал создать тяжёлую противотанковую САУ, вооружённую мощной 88-мм пушкой PaK 43. 22 сентября 1942 года фюрер высказался о необходимости переделки шасси «Тигра» Порше в такую установку, одновременно усилив лобовое бронирование до 200 мм. Официально Порше был уве́домлен о переделке танка в самоходное орудие 29 сентября, однако проигнорировал это указание, надеясь на принятие на вооружение своего танка с новой башней для размещения длинноствольной 88-мм пушки. Однако, 14 октября 1942 года Гитлер потребовал немедленно начать работы по переделке шасси танков Порше в противотанковые САУ. Для ускорения работ к проектированию штурмовых орудий была привлечена фирма «Алкетт», имевшая большой опыт в данной области.
При проектировании «Фердинанда» Порше использовал опыт создания двух экспериментальных САУ 12,8 cm K 40 (Sf) auf VK3001 (H). Эти тяжёлые машины, вооружённые 128-мм зенитными пушками, проходили войсковые испытания в 1942 году. Проект «конверсии» танков в САУ делался КБ «Порше» и фирмой «Алкетт» в большой спешке, что не лучшим образом отразилось на конструкции машины — в частности, по причинам технологического характера (необходимость изготовления выреза в 200-мм броне, к тому же ослаблявшего лобовую плиту) построенные самоходки не имели предусмотренного проектом курсового пулемёта и наклонного расположения листов дополнительного бронирования. Корпус исходного танка подвергался минимальным изменениям, главным образом, в кормовой части; в то же время, общая компоновка машины подверглась существенным переделкам. Поскольку новое орудие имело значительную длину ствола, бронированную рубку с пушкой было решено установить в кормовой части корпуса, ранее занятой двигателями и генераторами, которые, в свою очередь, были перемещены в середину корпуса. Механик-водитель и радист, оставшиеся на своих местах в передней части корпуса, оказывались таким образом «отрезанными» от всего остального экипажа. Вместо не доведённых и не находящихся в серийном производстве двигателей Порше были установлены двигатели «Майбах», что привело к необходимости полной переделки системы охлаждения. Также, были заново спроектированы бензобаки увеличенной ёмкости. 28 декабря 1942 года проект САУ был рассмотрен и в целом одобрен (в ходе обсуждения проекта были высказаны требования к снижению веса машины, которые были удовлетворены рядом мероприятий, в частности уменьшением боекомплекта).
В январе 1943 года на фирме «Нибелунгенверке» началась переделка танковых шасси в САУ. Весной 1943 года первые машины начали поступать на фронт. В знак уважения к создателю Гитлер в феврале 1943 года приказал присвоить новым самоходкам его имя.

## Производство
Работы по переделке первых двух шасси Tiger (P) в САУ начались в январе 1943 года на фирме «Алкетт». Модернизация корпусов с усилением их бронирования проходила на заводе «Обердонау» в Линце. В январе фирма отгрузила 15 корпусов, в феврале — 26, в марте 37 и в апреле — 12. Рубки самоходок были заказаны фирме «Крупп». Изначально планировалось, что окончательную сборку всех САУ будет проводить фирма «Алкетт», но в феврале 1943 года рейхсминистр вооружения и боеприпасов А. Шпеер предложил поручить эту работу фирме «Нибелунгенверке», что существенно облегчало транспортировку машин (предприятие «Нибелунгенверке» в Санкт-Валентине находилось всего в 20 км от завода «Обердонау» в Линце). Это предложение было принято, и все САУ, кроме первых двух, изготавливались на фирме «Нибелунгенверке». Первая машина вышла на испытания на Куммерсдорфском полигоне в апреле 1943 года, в этом же месяце было сдано 30 серийных машин, остальные 60 прошли приёмку в мае. Всего было изготовлен 91 «Фердинанд» (№ шасси 150010 — 150100), которые после окончательного снаряжения боеприпасами, радиостанциями, запасными частями и инструментом были переданы в войска — 29 машин в апреле, 56 в мае и 4 в июне 1943 года. Последняя САУ была передана в войска в октябре. При этом шасси № 150013 дублировалось за Pz Bef Wg VI "Tiger" (P).

## Описание конструкции

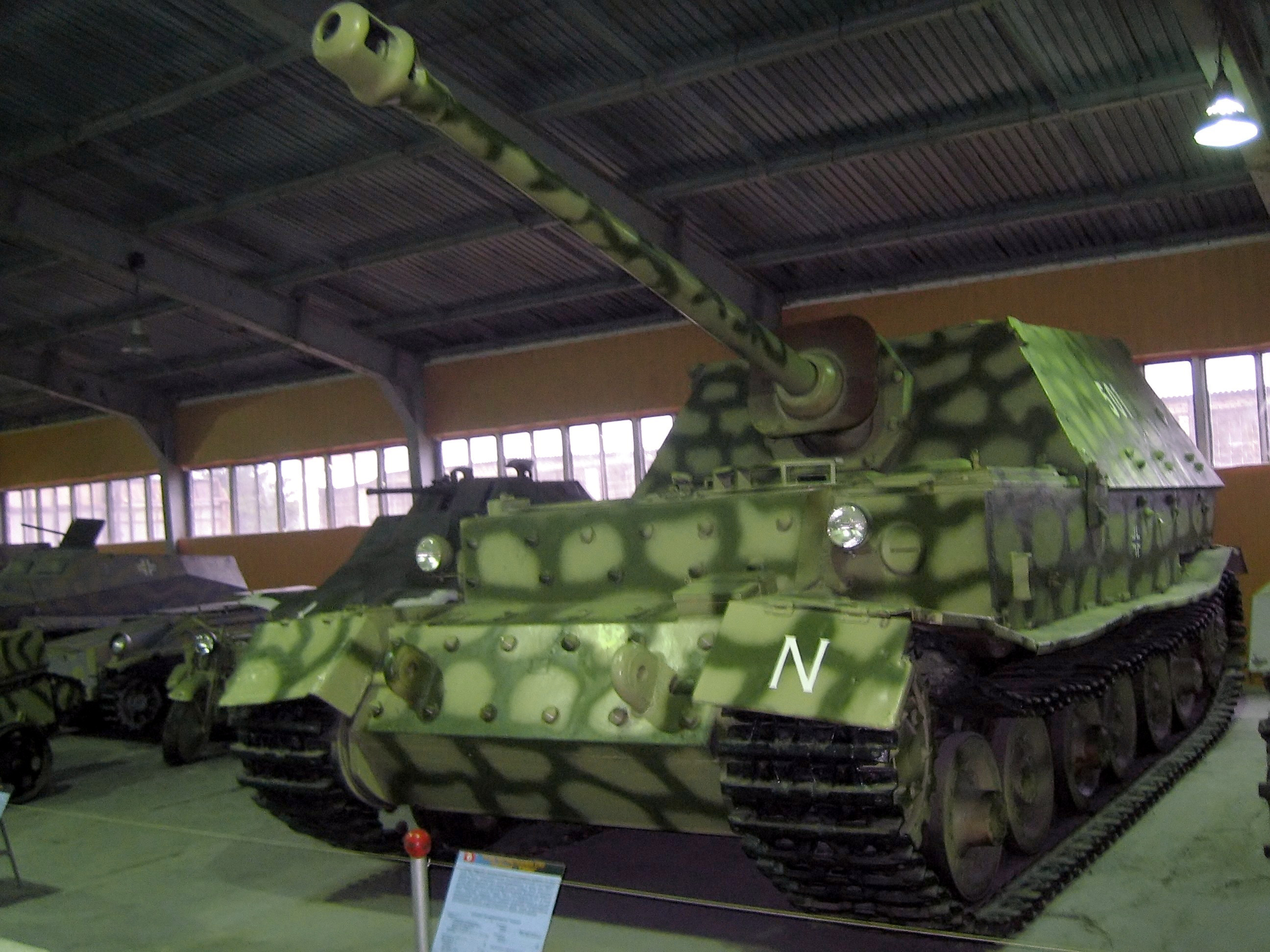
САУ «Фердинанд» в бронетанковом музее, Кубинка

САУ имела достаточно необычную компоновку с размещением боевого отделения в корме в просторной рубке. В боевом отделении размещались орудие, боекомплект и большая часть экипажа; под боевым отделением размещались тяговые электродвигатели. В центральной части машины размещено отделение силовой установки, в котором установлены двигатели, генераторы, вентиляционно-радиаторный блок, топливные баки. В передней части корпуса находились места механика-водителя и радиста, при этом прямое сообщение между боевым отделением и отделением управления было невозможным, по причине разделения отделений термостойкими металлическими перегородками и расположения оборудования в отделении силовой установки.

### Броневой корпус и рубка
Броневой корпус САУ, доставшийся ей «в наследство» от тяжёлого танка, был собран из листов катаной поверхностно закалённой брони толщиной 100 мм (лоб), 80 мм (верхняя часть борта и корма) и 60 мм (нижняя часть борта). В лобовой части бронирование было усилено дополнительным 100-мм листом, крепившемся на болтах с пулестойкой головкой, таким образом, бронирование в лобовой части корпуса достигало 200 мм. Броня не имела рациональных углов наклона. Броневые листы лобовой проекции исполнялись из так называемой «морской стали» (М. Свирин), взятой из запасов Кригсмарине. Бортовые листы соединялись с лобовыми и кормовыми «в шип», снаружи и изнутри все стыки сваривались аустенитными электродами. Днище машины имело толщину 20 мм, её передняя часть (длиной 1,35 метра) дополнительно усиливалась приклёпанным 30-мм броневым листом. В передней части корпуса находилось два люка над местами механика-водителя и радиста, с отверстиями для смотровых приборов. На крыше центральной части корпуса размещались жалюзи, через которые осуществлялся забор и отведение воздуха для охлаждения двигателей (через центральную и боковые жалюзи соответственно).
Броневая рубка собиралась из 200-мм (лоб) и 80-мм (борта и корма) броневых листов, расположенных под наклоном для увеличения снарядостойкости. Для бронирования лба рубки была использована кованая броня из запасов немецкого флота. Броневые плиты соединялись «в шип», в ответственных местах (соединение лобовой плиты с бортовыми) усиливаясь гужонами, и обваривались для обеспечения герметичности. Рубка крепилась к корпусу косынками, планками и болтами с пулестойкой головкой. В бортах и корме рубки имелись лючки с заглушками для ведения огня из личного оружия (по одному в бортах и три в корме). Также, в корме рубки размещалась большая круглая бронедверь, использовавшаяся для замены орудия, а также для аварийного покидания машины экипажем, кроме того, в центре самой бронедвери имелся лючок, предназначенный для погрузки боекомплекта. Ещё два люка, предназначенных для посадки/высадки экипажа, находилось на крыше рубки. Также на крыше рубки имелись лючок для установки перископического прицела, два лючка для установки приборов наблюдения, а также вентилятор.

### Вооружение
Основным вооружением САУ являлась 88-мм нарезная пушка Pak. 43/2 (ранее именовалась Stu.K. 43) с длиной ствола в 71 калибр. Это орудие являлось специально приспособленным для установки на «Фердинанд» вариантом противотанковой пушки PaK 43. Орудие массой 2200 кг оснащалось мощным двухкамерным дульным тормозом и устанавливалось в лобовой части рубки в специальной шаровой маске. Испытания обстрелом показали, что схема бронировки маски оказалась не очень удачной — в щели проникали мелкие осколки. Для исправления этого недостатка были установлены дополнительные щитки. В походном положении ствол орудия покоился на специальном креплении. Орудие имело два противооткатных устройства, расположенных по бокам орудия в верхней части ствола, а также вертикальный полуавтоматический клиновой затвор. Механизмы наведения располагались слева, у сиденья наводчика. Наведение орудия осуществлялось при помощи монокулярного перископического прицела SFlZF1a/Rblf36, имеющего увеличение 5х и поле зрения 8°.
Орудие «Фердинанда» имело весьма мощную баллистику и на момент своего появления являлось сильнейшим среди танковых и самоходных орудий. До самого конца войны оно с лёгкостью поражало все типы танков и САУ противника. Лишь лобовое бронирование тяжёлых танков ИС-2 и M26 «Першинг» на больших дистанциях и курсовых углах защищало их от орудия «Фердинанда».
| Таблица бронепробиваемости для 88-мм пушки StuK 43 |                          |
| Остроголовый бронебойный снаряд с защитным и баллистическим наконечником Pzgr.39-1, начальная скорость 1000 м/с |                          |
| Дальность, м | При угле встречи 60°, мм |
| 100 | 202                      |
| 500 | 185                      |
| 1000 | 165                      |
| 1500 | 148                      |
| 2000 | 132                      |
| Приведённые данные относятся к немецкой методике измерения пробивной способности. Следует помнить, что показатели бронепробиваемости могут заметно различаться при использовании различных партий снарядов и различной по технологии изготовления брони. |                          |

Боекомплект орудия состоял из 50 (у «Элефанта» — из 55) выстрелов, включавших в себя бронебойно-трассирующие снаряды Pzgr.39-1, подкалиберные снаряды Pzgr.40/43 и осколочно-фугасные снаряды Sprgr 43. Выстрелы были скомплектованы в унитарных патронах, гильзы стальные латунированные или без покрытия, длина гильзы 822 мм, капсюльная втулка — электрозапальная. Для орудия САУ существовали и кумулятивные снаряды Gr.39 Hl. и Gr.39/43 Hl., но никакой информации об их использовании «Фердинандами» не найдено. С 1944 года вместо дефицитных и выпущенных в небольшом количестве подкалиберных снарядов Pzgr.40/43 использовались снаряды Pzgr.40 (W) — сплошные бронебойно-трассирующие тупоголовые (представляли собой заготовки подкалиберных без сердечников). Боеприпасы были общими с Kw.K.43 и всеми другими вариантами Pak.43 независимо от индекса после дроби.
Первоначально в состав вооружения пулемёт не входил, но в ходе модернизации января — марта 1944 года в лобовой броне корпуса справа была установлена шаровая установка пулемёта MG-34. Боекомплект пулемёта составлял 600 патронов.

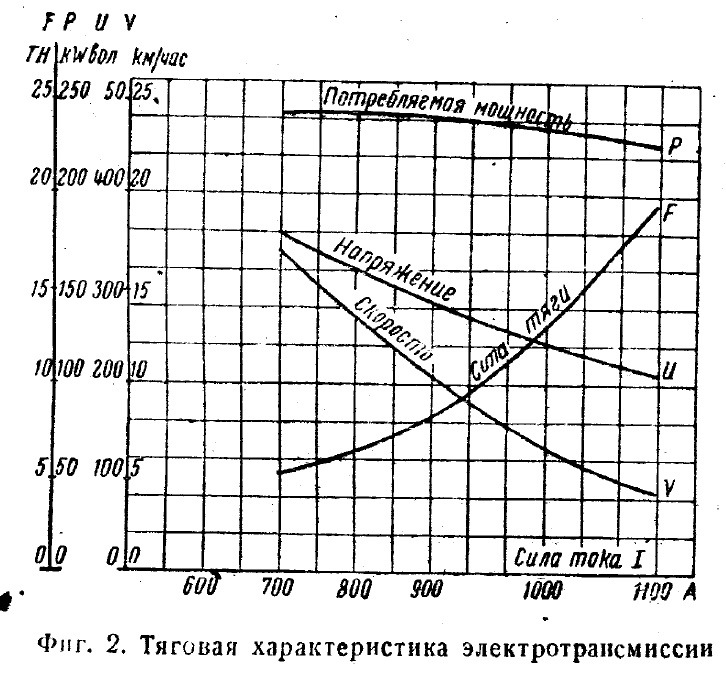
Тяговая характеристика электротрансмиссии САУ «Фердинанд»

### Двигатель и трансмиссия

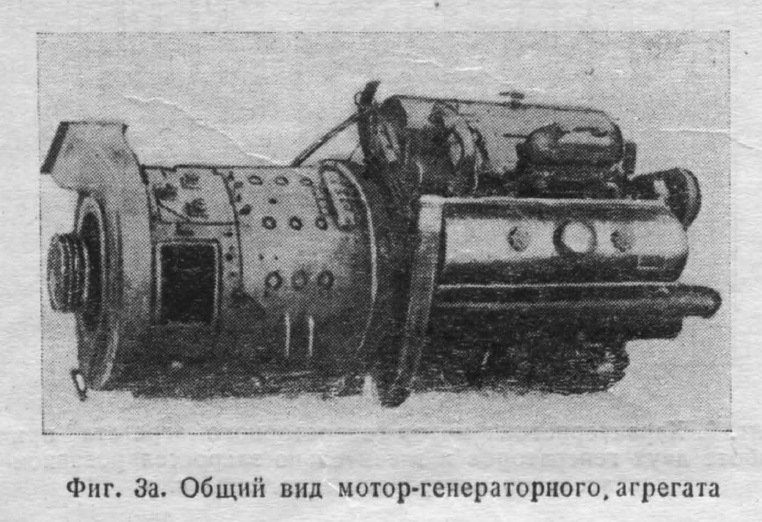
Мотор-генераторный агрегат САУ «Фердинанд» (общий вид)

Силовая установка «Фердинанда» имела весьма оригинальную конструкцию — вращающий момент от двигателей к ведущим колёсам передавался электрически. Благодаря этому в машине отсутствовали такие узлы, как коробка перемены передач и главный фрикцион.
Самоходка имела два V-образных 12-цилиндровых карбюраторных двигателя водяного охлаждения «Майбах» HL 120 TRM, установленных параллельно, мощностью по 265 л. с. (при 2600 об/мин). Выхлопные газы выводились в районе пятого опорного катка, что отрицательно сказывалось на ресурсе его резинового бандажа. Двигатели приводили в действие два электрогенератора Siemens-Schuckert Typ aGV напряжением 365 В. Тяговые электродвигатели Siemens-Schuckert D149aAC мощностью по 230 кВт были расположены в корме корпуса и приводили в действие каждый своё колесо через понижающий редуктор, выполненный по планетарной схеме. Тяговый двигатель благодаря этому — быстроходный и проблем с охлаждением не имел. Такая трансмиссия обеспечивала чрезвычайно лёгкое управление машиной, но отличалась значительным весом. Также электрооборудование САУ включало в себя вспомогательный электрогенератор, два стартера и четыре аккумуляторные батареи. В передней части «Фердинанда» располагались два топливных бака ёмкостью по 540 л. Сброс охлаждающего электрические машины воздуха производился через короб у заднего «ленивца» ходовой части.

### Ходовая часть

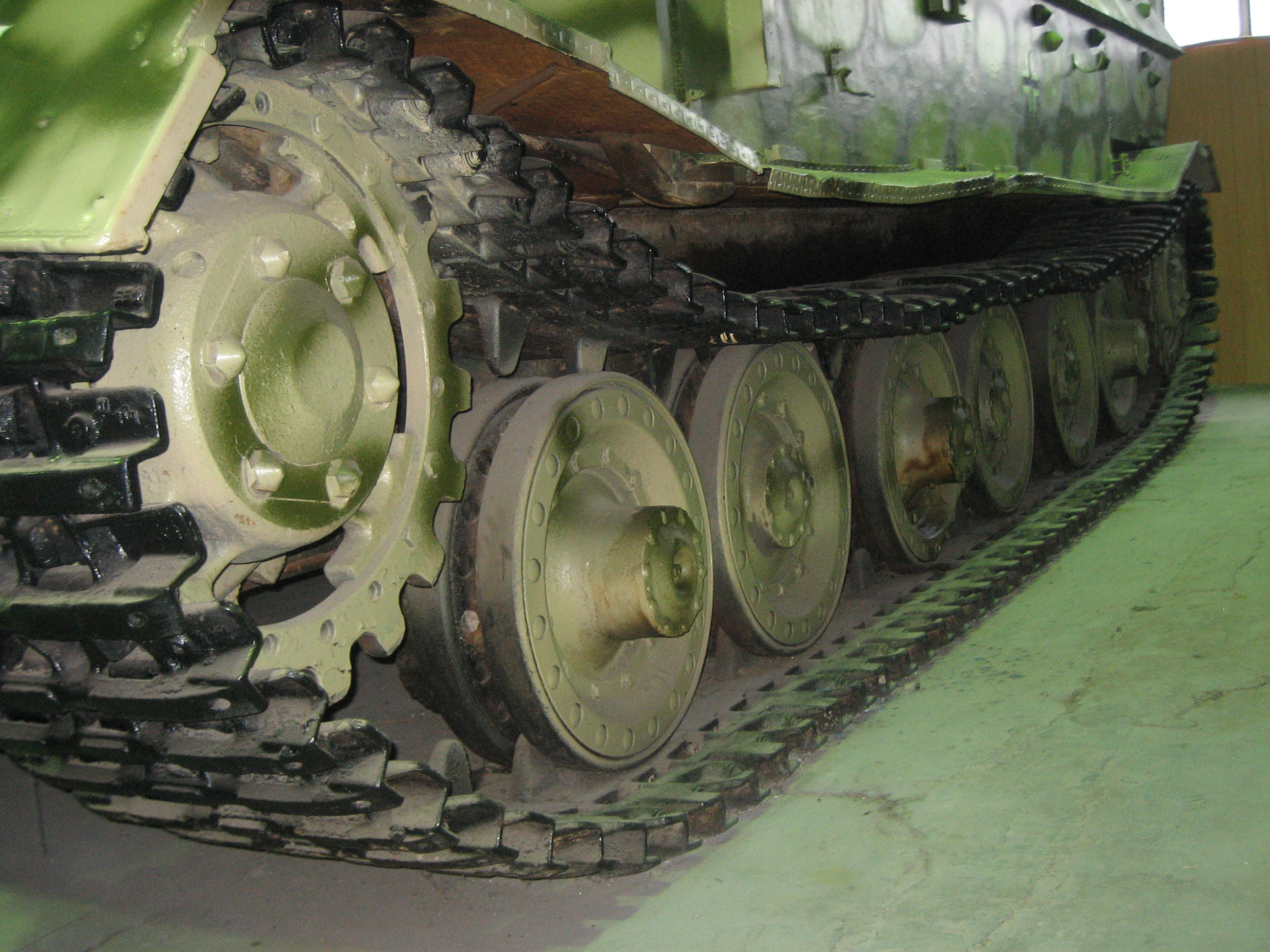
Ходовая часть САУ «Фердинанд»

Ходовая часть САУ имела много общего с таковой экспериментального танка «Леопард», спроектированного Порше в 1940 году. Подвеска блокированная, комбинированная (торсион в сочетании с резиновой подушкой), торсионы размещены вне корпуса продольно на тележках. С каждого борта было расположено по три тележки с двумя опорными катками каждая. Такая подвеска, при некоторой сложности конструкции, отличалась надёжностью и хорошей ремонтопригодностью — так, замена катка занимала не более 3—4 часов. Конструкция катков была хорошо продумана и обеспечивала высокий срок службы при значительной экономии дефицитной резины. Заднее ведущее колесо имело съёмные зубчатые венцы с 19 зубьями каждый. Передние колеса — с активным зацеплением и оборудованы пневмо-гидравлическими тормозами. Гусеничная цепь состояла из 108—110 литых стальных траков шириной 640 мм. В целом, конструкция ходовой части оказалась надёжной и удобной в эксплуатации.

## Модификации
В начале 1944 года все оставшиеся к тому времени в строю «Фердинанды» — 48 машин, прошли ремонт и модернизацию на заводе «Нибелунгенверке». Проведённые работы включали установку в лобовом листе САУ пулемёта в шаровой установке, замену стволов орудий, разворот щитка на стволе орудия «задом наперёд» для лучшего крепления на стволе, монтаж на крыше рубки наблюдательной башенки с семью неподвижными перископами, смену полюсов на осветительном генераторе и улучшение герметизации выхлопных патрубков, усиление днища в передней части корпуса 30-мм бронеплитой для защиты от мин, монтаж более широких гусениц, увеличение боекомплекта на 5 выстрелов, установку на корпусе креплений для инструмента и гусеничных траков. Корпус и рубку САУ покрыли циммеритом.
Часто САУ, прошедшие модернизацию, называют «Элефант». На самом деле, приказ о переименовании САУ вышел в мае 1944 года, уже после окончания модернизации. Впрочем, новое название прижилось плохо и до конца войны самоходки и в войсках, и в официальных документах чаще назывались «Фердинандами», чем «Элефантами». В то же время, в англоязычной литературе чаще используется название «Элефант», что связано с тем фактом, что в боях с англо-американскими войсками в Италии принимали участие машины под этим названием.

## Организационно-штатная структура
Изначально «Фердинанды» входили в состав двух тяжёлых истребительно-противотанковых батальонов (дивизионов) — schwere Panzerjäger Abteilung 653. и 654. Согласно штата KStN 1148c от 31 марта 1943 года, в каждом батальоне было три роты по три взвода каждая, в каждом взводе четыре машины, плюс две машины при командире роты; также имелась штабная рота из трёх машин. Таким образом, всего в каждом батальоне насчитывалось 45 САУ, 6 Pz III L/42, 1 санитарный бронетранспортер Sd Kfz 251/8, 6 ЗСУ 2 cm Flakvierling 38 (Sd Kfz 7/1), 15 18-и тонных тягачей Sd Kfz 9 и прочая техника. Оба батальона входили в сформированный 8 июня 1943 года 656-й танковый полк (Stab — 3 Pz II, 5 Pz III L/42). Помимо «Фердинандов», полк включал 216-й батальон штурмовых танков «Бруммбер» (45), а также 313-ю (3 Pz III L/24, 7 Pz III L/42) и 314-ю (10 StuG III) роты радиоуправляемых транспортёров взрывчатки «Боргвард». В конце августа 1943 года оставшиеся в строю «Фердинанды» были сведены в 653-й батальон, а 654-й батальон убыл в Орлеан для переучивания на истребители танков "Ягдпантера". Однако, из-за задержек с производством, батальон получил для подготовки экипажей несколько "Пантер". Первые 5 САУ в часть были доставлены только в феврале 1944 года. К концу августа 1944 года 653-й батальон, понесший большие потери, был выведен на переформирование в Австрию, а оставшиеся «Элефанты» свели во 2-ю роту батальона, 15 декабря 1944 года переименованную в 614-ю отдельную роту тяжёлых истребителей танков — 614. schwere Heeres Panzerjäger Kompanie.

## Боевое применение
«Фердинанды» дебютировали в июле 1943 года под Курском, после чего активно участвовали в боях на Восточном фронте и в Италии вплоть до конца войны. Последний бой эти самоходные орудия приняли в пригородах Берлина весной 1945 года.

### Курская битва
По состоянию на июль 1943 года 89 «Фердинандов» находились в составе 653-го и 654-го тяжёлых противотанковых батальонов (sPzJgAbt 653 и sPzJgAbt 654), причем в последний поступило только 44 машины. 45-я установка была отгружена в войска в октябре из Ersatzheer. Согласно плану операции «Цитадель», все САУ этого типа должны были быть использованы для атак против советских войск, оборонявших северный фас Курской дуги. Тяжёлым САУ, малоуязвимым для огня штатных противотанковых средств, отводилась роль бронированного тарана, который должен был пробить хорошо подготовленную глубокоэшелонированную советскую оборону.
Первые упоминания об участии в боях новых немецких САУ относятся к 8 июля 1943 года. Массированное применение «Фердинандов» немцами началось 9 июля в районе станции Поныри. Для штурма мощной советской обороны в этом направлении немецкое командование создало ударную группу в составе 654-го батальона «Фердинандов», 505-го батальона «Тигров», 216-го дивизиона штурмовых орудий «Бруммбар» и некоторых других подразделений танков и САУ. 9 июля ударная группа прорвалась через совхоз «1 Мая», однако понесла потери на минных полях и от огня противотанковой артиллерии. 10 июля стал днём наиболее ожесточённых атак под Понырями, немецким САУ удалось выйти к окраинам станции. По немецкой бронетехнике вёлся массированный огонь артиллерией всех калибров, включая 203-мм гаубицы Б-4, в результате чего многие САУ, пытаясь маневрировать, вышли за пределы разминированных проходов и подорвались на минах и фугасах. 11 июля ударная группа была сильно ослаблена передислокацией 505-го батальона «Тигров» и других частей, интенсивность атак «Фердинандов» существенно снизилась. Немцы отказались от попыток прорыва советской обороны, 12 и 13 июля занимаясь попытками эвакуации подбитой бронетехники. Но эвакуировать подбитые «Фердинанды» немцам не удалось, вследствие их большой массы и отсутствия достаточно мощных ремонтно-эвакуационных средств. 14 июля, не выдержав атаки советских войск, немцы отошли потеряв 21 «Фердинанд», подорвав часть не подлежавшей эвакуации техники. Другое соединение тяжёлых САУ (653-й батальон), действовало в районе посёлка Тёплое 9—12 июля. Бои здесь отличались меньшей интенсивностью, потери немецких войск составили 8 «Фердинандов». В дальнейшем, в ходе отступления немецких войск в июле — августе 1943 года, периодически происходили бои небольших групп «Фердинандов» с советскими войсками. Последние из них произошли на подступах к Орлу, где советским войскам в качестве трофеев достались несколько подготовленных к эвакуации повреждённых «Фердинандов». В середине августа оставшиеся боеспособными САУ немцы перебросили в районы Житомира и Днепропетровска, где часть из них встала на текущий ремонт — замену орудий, прицельных приспособлений, косметический ремонт броневых листов.
К 1 сентября 1943 года в составе батальонов оставалось только 50 установок, а 39 были потеряны безвозвратно (653-й — 13, 654-й — 26).
| Таблица повреждений штурмовых орудий «Фердинанд», брошенных немецкими войсками в районе станции Поныри и совхоза «1 Мая» |              |                                                      |                                                                              |                                                           |
| Номер | Номер САУ    | Характер повреждения                                 | Причина повреждения                                                          | Примечания                                                |
| 1 | 150090       | Разрушена гусеница                                   | Подрыв на мине                                                               | САУ отремонтирована и отправлена в Москву                 |
| 2 | 522          | Разрушена гусеница, повреждены опорные катки         | Подрыв на фугасе, воспламенилось топливо                                     | Машина сгорела                                            |
| 3 | 523          | Разрушена гусеница, повреждены опорные катки         | Подрыв на фугасе и подожжена экипажем                                        | Машина сгорела                                            |
| 4 | 734          | Разрушена нижняя ветвь гусеницы                      | Подрыв на фугасе, воспламенилось топливо                                     | Машина сгорела                                            |
| 5 | II-02        | Сорвана правая гусеница, разрушены опорные катки     | Подрыв на мине, сожжена бутылкой КС                                          | Машина сгорела                                            |
| 6 | I-02         | Сорвана левая гусеница, разрушен опорный каток       | Подорвана на мине и подожжена                                                | Машина сгорела                                            |
| 7 | 514          | Разрушена гусеница, повреждён опорный каток          | Подорвана на мине и подожжена                                                | Машина сгорела                                            |
| 8 | 502          | Сорван ленивец                                       | Подрыв на фугасе                                                             | Машина испытывалась обстрелом                             |
| 9 | 501          | Сорвана гусеница                                     | Подрыв на мине                                                               | Машина была отремонтирована и доставлена на НИИБТ полигон |
| 10 | 712          | Разрушено правое ведущее колесо                      | Попадание снаряда                                                            | Экипаж покинул машину, пожар потушен                      |
| 11 | 732          | Разрушена третья каретка                             | Попадание снаряда и поджог бутылкой КС                                       | Машина сгорела                                            |
| 12 | 524          | Разорвана гусеница                                   | Подорвана на мине и подожжена                                                | Машина сгорела                                            |
| 13 | II-03        | Разрушена гусеница                                   | Снарядное попадание и поджог бутылкой КС                                     | Машина сгорела                                            |
| 14 | 113 или 713  | Разрушены оба ленивца                                | Снарядные попадания, орудие подожжено                                        | Машина сгорела                                            |
| 15 | 601          | Разрушена правая гусеница                            | Снарядные попадания, орудие подожжено снаружи                                | Машина сгорела                                            |
| 16 | 701          | Разрушено боевое отделение                           | Попадание 203-мм снаряда в люк командира                                     | Машина разрушена                                          |
| 17 | 602          | Пробоина в левом борту у бензобака                   | 76-мм снаряд танковой или дивизионной пушки                                  | Машина сгорела                                            |
| 18 | II-01        | Орудие сгорело                                       | Подожжено бутылкой КС                                                        | Машина сгорела                                            |
| 19 | 150061       | Разрушен ленивец и гусеница, прострелен ствол орудия | Снарядные попадания в ходовую часть и пушку                                  | Экипаж взят в плен                                        |
| 20 | 723          | Разрушена гусеница, заклинено орудие                 | Снарядные попадания в ходовую часть и маску                                  | —                                                         |
| 21 | ?            | Полное разрушение                                    | Прямое попадание авиабомбы с бомбардировщика «Пе-2»                          | —                                                         |
| 22 | 741          | Разрушено боевое отделение                           | 76-мм снаряд танковой или дивизионной пушки                                  | —                                                         |
| 23 | 634          | Потерян 23 июля 1943 г.                              | Сел на днище.                                                                | —                                                         |
| 24 | 623          | Потерян 23 июля 1943 г.                              | Получил прямое попадание в открытый люк механика-водителя                    | —                                                         |
| 25 | 134          | Потерян в период 6-7 июля 1943 г.                    | Попал под огонь своей артиллерии, повреждение гусеницы. Машина была брошена. | —                                                         |
| 26 | 112          |                                                      | Загорелся по неизвестной причине (возможно неисправность топливной системы). | —                                                         |
| 27 | 111          |                                                      | На подъёме перегрев двигателей, пожар в машинном отделении.                  | —                                                         |
| 28 | 113          |                                                      | Подорван на мине.                                                            | —                                                         |
| 29 | 723          |                                                      | —                                                                            | —                                                         |
| 30 | 724          |                                                      | —                                                                            | —                                                         |
| 31 | 731          | Потерян 12 июля 1943 г.                              | В результате сосредоточенного огня тяжелой гаубичной артиллерии.             | —                                                         |
| 32 | X-02/sPJA653 | 2 августа 1943 г.                                    | Захвачен на ст. Орел                                                         | —                                                         |
| 33 | 711          | —                                                    | —                                                                            | —                                                         |
| 34 | 713          | —                                                    | —                                                                            | —                                                         |
| 35 | 702          | —                                                    | —                                                                            | —                                                         |

Из четырёх обследованных машин, оставленных немецкими войсками у посёлка Тёплое, у двух была повреждена ходовая часть, одна была выведена из строя огнём 152-мм орудий (был сдвинут лобовой лист корпуса, но броня пробита не была), и одна застряла на участке с песчаным грунтом (экипаж взят в плен).
Экипажи Фердинандов заявили об уничтожении 502 единиц советской бронетехники.

### Бои подНикополемиДнепропетровском
По причине больших потерь 654-й батальон сдал оставшиеся САУ в 653-й батальон и убыл на переформирование в Германию. Оставшиеся «Фердинанды» приняли участие в ожесточённых боях на Никопольском плацдарме. При этом были потеряны ещё 4 самоходки, а боевой счёт «Фердинандов» достиг к 5 ноября, по немецким данным, 582 советских танка, 133 орудия, 3 САУ, 3 самолёта и 103 противотанковых ружья, причём экипажи двух САУ подбили 54 советских танка.

### Италия

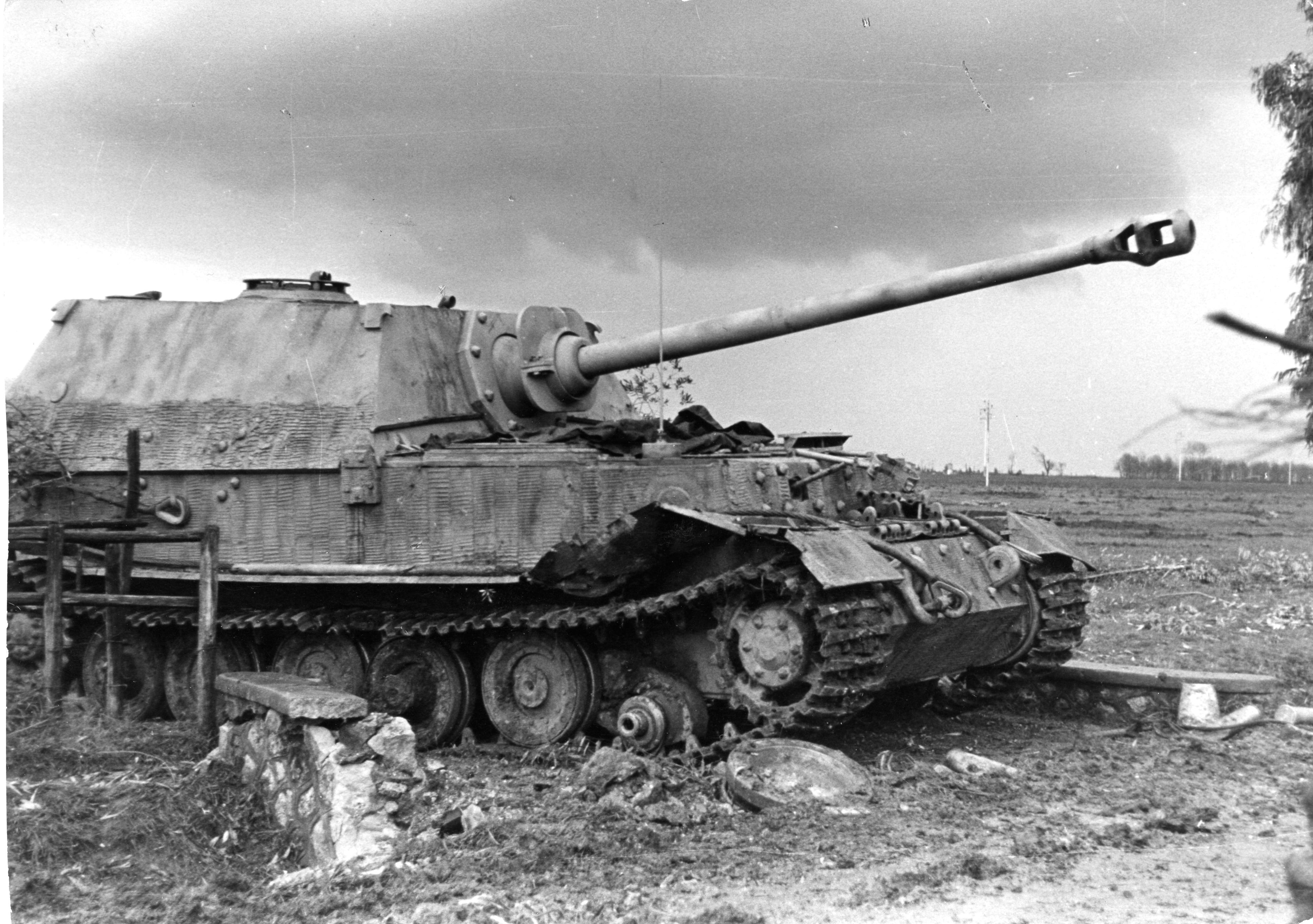
Тяжелое штурмовое орудие «Элефант», повреждённое в бою в Италии. Апрель — май 1944

В январе 1944 года 1-я рота 653-го батальона в составе 11 «Элефантов» (модернизированных «Фердинандов»), одной ремонтно-эвакуационной машины также на базе шасси танка Tiger (P) и двух транспортёров боеприпасов была переброшена в Италию для противодействия наступлению англо-американских войск. Тяжёлые САУ участвовали в боях под Неттуно, Анцио, Римом. Несмотря на господство авиации союзников и сложный рельеф местности, рота зарекомендовала себя с самой лучшей стороны. Так, по немецким данным, только 30—31 марта в предместьях Рима две САУ в течение 10 часов вели бой с 50 американскими танками, уничтожив более 30 из них и не понеся собственных потерь. 26 июня 1944 года в роте оставалось два боеспособных «Элефанта» и один находился в ремонте. Остатки роты продолжали сражаться под Сан-Касино и Флоренцией и в июле. Лишь 8 августа уцелевшие 3 «Элефанта» и один «Берге-Элефант» были погружены на платформы и отправлены в Вену, а затем в Польшу на соединение с 653-м батальоном.

### Восточный фронт
Две оставшиеся роты САУ в апреле 1944 года были переброшены на Восточный фронт, в район Тернополя. Кроме 31 «Элефанта», в составе рот имелись две ремонтно-эвакуационные машины на базе шасси танка Tiger (Р) и одна — на базе танка «Пантера», а также три транспортёра боеприпасов. В тяжёлых боях конца апреля роты понесли потери — было выведено из строя 14 машин; впрочем, 11 из них были быстро восстановлены. Кроме того, к июню состав рот пополнился двумя уникальными образцами бронетехники — танком Tiger (P) с усиленным до 200 мм лобовым бронированием и танком «Пантера» с башней танка PzKpfw IV, которые использовались как командирские машины.
По состоянию на 1 июля 1944 года 653-й батальон имел на вооружении 34 «Элефанта», 2 «Берге-Элефанта», по одному командирскому Pz VI Tiger (P) и Берге-Пантера с башней от Pz IV, 3 транспортера боеприпасов на шасси Pz III и 2 — на базе Т-34, 2 бронетранспортера Sd Kfz 250 и один санитарный Sd Kfz 251/8 и 3 2-см счетверенных ЗСУ (2 Sd Kfz 7/1, 1 на базе Т-34).
В июле началось крупномасштабное наступление советских войск, и обе роты «Элефантов» были втянуты в тяжёлые бои. 18 июля они были брошены без разведки и подготовки на помощь 9-й дивизии СС «Гогенштауфен» и понесли большие потери от огня советской противотанковой и самоходной артиллерии. Батальон потерял более половины машин, причём значительная их часть подлежала восстановлению, однако, поскольку поле боя осталось за советскими войсками, повреждённые самоходки были уничтожены своими же экипажами. К 1 августа 60 % матчасти батальона было потеряно. Из боевой техники в строю остались лишь 12 самоходок. 3 августа остатки батальона были переброшены к Кракову. Установки свели во 2-ю роту и, после восстановления и получения 2 вернувшихся из Италии машин, 19 сентября придали 17-й армии.

### Германия
Понёсший тяжёлые потери от советских войск 653-й батальон с октября 1944 года стал получать новые САУ «Ягдтигр», а 2-ю роту «Элефантов» 15 декабря переименовали в отдельную 614-ю тяжёлую самоходную танко-истребительную роту (sPzJgKp 614). В конце декабря роту передали в состав 4-й танковой армии. 12 января рота вступила в бой под Кельце против войск 1-го Украинского фронта. Здесь они столкнулись с тяжелыми танками ИС-2. По состоянию на 30 января в роте числилось четыре «Элефанта».
25 февраля 1945 года роту перебросили к Вюнсдорфу для усиления противотанковой обороны немецких частей. Последние бои «Элефанты» провели в Вюнсдорфе, Цоссене (потеряны 2 установки) и Берлине (потеряны 2 установки). Кроме того на 31 марта 1945 года одна машина числилась в танковой роте «Куммерсдорф».

### Судьба трофейных САУ в СССР
В Советском Союзе в разное время имелось не менее восьми трофейных комплектных «Фердинандов». Их тщательно исследовали и подвергали экспериментальным обстрелам из всех образцов танкового и противотанкового артиллерийского вооружения для определения эффективных способов борьбы с ними. Одна машина была расстреляна под Понырями в июле — августе 1943 года при испытании её брони; ещё одна — расстреляна осенью 1944 года при испытании новых образцов вооружения. В конце 1945 года в распоряжении различных организаций имелось шесть САУ. Они использовались для проведения различных испытаний, часть машин была в итоге разобрана с целью изучения конструкции. В итоге все они, кроме одной, были сданы на лом, как и все машины, захваченные в сильно повреждённом состоянии.

## Оценка проекта
В целом САУ «Фердинанд» является весьма неоднозначным в плане оценки объектом, что в значительной мере является следствием её конструкции, которая определила последующую судьбу машины. Самоходка являлась созданной в большой спешке импровизацией, фактически экспериментальной машиной на шасси не принятого на вооружение тяжёлого танка. Поэтому для оценки САУ необходимо подробнее ознакомиться с конструкцией танка Tiger (P), от которого «Фердинанд» унаследовал многие свои преимущества и недостатки.
На этом танке было применено большое количество новых технических решений, не опробованных ранее в немецком и мировом танкостроении. К наиболее значительным из них относятся электротрансмиссия и подвеска с использованием продольных торсионов. Оба этих решения показали хорошую эффективность, но оказались чрезмерно сложными и дорогостоящими в производстве и недостаточно отработанными для продолжительной эксплуатации. Хотя существовали и субъективные факторы выбора прототипа фирмы «Хеншель», имелись и объективные причины неприятия конструкций Ф. Порше. До войны этот конструктор активно участвовал в разработке сложных конструкций гоночных автомобилей, которые были единичными образцами-прототипами, не предназначенными для крупносерийного производства. Ему удавалось добиться и надёжности, и эффективности своих конструкций, но за счёт использования весьма высококвалифицированной рабочей силы, качественных материалов и индивидуальной работы с каждым выпущенным образцом техники. Этот же подход конструктор попытался перенести и в танкостроение, где он был неприменим при массовом производстве боевой техники.
Хотя управляемость и живучесть всей моторно-трансмиссионной установки получили очень хорошую оценку со стороны эксплуатировавших её немецких военных, ценой за это стали высокие технологические издержки по её производству и увеличение массогабаритных характеристик всего танка Tiger (P) в целом. В частности, в некоторых источниках упоминается большая потребность Третьего рейха в меди, а обильное её использование в электротехнике Tiger (P) расценивалось как излишество. Кроме того, танк с такой схемой имел слишком большой расход топлива. Поэтому ряд перспективных проектов танков Ф. Порше был отвергнут именно из-за применения в них электротрансмиссии.
Подвеска с продольными торсионами была намного легче в обслуживании и ремонте по сравнению с «шахматной» торсионной подвеской танка «Тигр I». С другой стороны, она была очень сложна в производстве и менее надёжна в эксплуатации. Все варианты последующего её развития неуклонно отвергались руководством немецкого танкостроения в пользу более традиционной и технологичной «шахматной» схемы, пусть и гораздо менее удобной в ремонте и обслуживании.

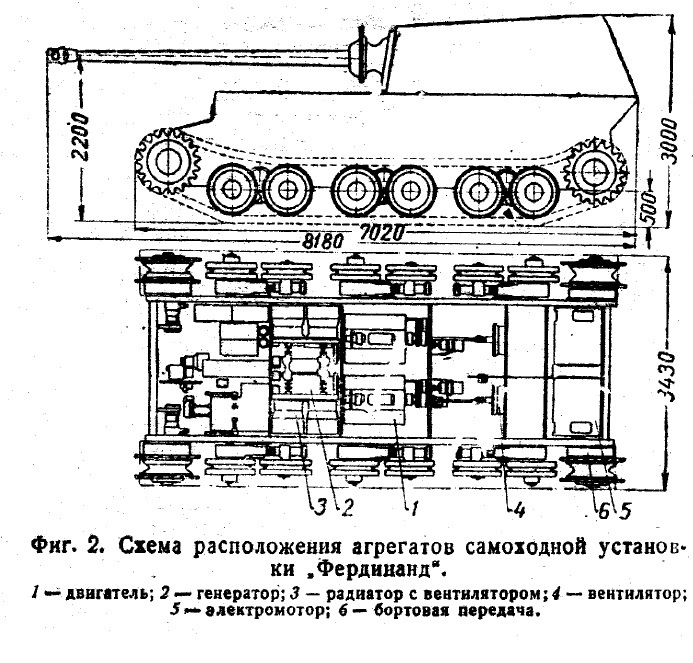
Схема расположения агрегатов САУ «Фердинанд» и её размеры, составленные советскими специалистами на основании изучения трофейных машин.

Поэтому с производственной точки зрения немецкое армейское руководство и Министерство вооружения и боеприпасов фактически вынесли вердикт о ненужности Tiger (P) вермахту. Однако значительный запас практически готовых шасси этой машины сделал возможным эксперимент по созданию первого в мире тяжелобронированного истребителя танков. Количество изготовленных самоходок жёстко лимитировалось количеством имевшихся шасси, что предопределило мелкосерийность «Фердинандов», независимо от преимуществ и недостатков его конструкции.
Боевое применение «Фердинандов» оставило двойственное впечатление. Мощнейшая 88-мм пушка идеально подходила для уничтожения бронетехники противника на любой дистанции боя, и экипажи немецких САУ действительно набирали весьма крупные счета уничтоженных и подбитых советских танков. Мощное бронирование делало «Фердинанд» практически неуязвимым для снарядов практически всех советских орудий: при стрельбе в лоб, борт и корма не пробивалась 45-мм бронебойными снарядами, а 76-мм снаряды (причём лишь модификаций Б, БСП) пробивали её только с предельно малых дистанций (менее 200 м), строго по нормали. Поэтому наставления для советских танкистов и артиллеристов предписывали бить по ходовой части «Фердинандов», в ствол орудия, в стыки бронеплит и смотровые приборы. Более эффективные подкалиберные снаряды имелись в очень небольшом количестве.
Несколько лучшей была эффективность 57-мм противотанковых пушек ЗИС-2 по бортовой броне (по нормали бортовая броня САУ пробивалась снарядами этих пушек примерно с 1000 м). Достаточно эффективно поражать «Фердинанды» могла артиллерия корпусного и армейского уровня — тяжёлые, маломобильные, дорогие и малоскорострельные 122-мм пушки А-19 и 152-мм гаубицы-пушки МЛ-20, а также дорогостоящие и уязвимые вследствие большого габарита по высоте 85-мм зенитные пушки. В 1943 году единственным советским бронеобъектом, способным эффективно бороться с «Фердинандом», была САУ СУ-152, которая сильно уступала немецкой самоходке по бронированию, точности и эффективной дальности стрельбы бронебойным снарядом (хотя неплохие результаты достигались и при стрельбе по «Фердинанду» осколочно-фугасными — броня не пробивалась, но повреждались ходовая часть, орудие, внутренние узлы и агрегаты, травмировался экипаж). Также вполне эффективным против бортовой брони «Фердинанда» был 122-мм кумулятивный снаряд БП-460А САУ СУ-122, но дальность и точность стрельбы этим снарядом была очень невысока.
Борьба с «Фердинандами» упростилась в 1944 году, с поступлением на вооружение РККА танков ИС-2, Т-34-85, САУ ИСУ-122 и СУ-85, весьма эффективных при стрельбе по «Фердинанду» в борт и корму на наиболее распространённых дистанциях боя. Задача же поражения «Фердинанда» в лоб так и не была решена окончательно. Вопрос о пробитии 200-мм лобовой бронеплиты до сих пор является спорным: имеются сведения, что с этим справлялись 100-мм орудия БС-3 и САУ СУ-100, но советские отчёты 1944—1945 годов свидетельствуют об их меньшей бронебойной способности по сравнению со 122-мм пушками А-19 или Д-25. Для последних в таблицах стрельбы указана толщина пробиваемой брони около 150 мм на дистанции 500 м, но график бронепробиваемости тех лет утверждает о пробитии лба «Фердинанда» на дистанции 450 м. Даже если принять последнее за истину, то при столкновении в лоб соотношение сил между «Фердинандом» и ИС-2 или ИСУ-122 является во много раз более благоприятным для немецкой САУ. Зная это, советские танкисты и самоходчики практически всегда обстреливали тяжелобронированные цели на дальних дистанциях фугасными 122-мм гранатами. Кинетическая энергия 25-кг снаряда и его взрывное действие могли с хорошей вероятностью вывести «Фердинанд» из строя без пробития лобовой брони.
Противотанковая и танковая артиллерия Великобритании и США также была неэффективна против лобовой брони «Фердинанда», лишь появившиеся в середине 1944 года подкалиберные снаряды с отделяющимся поддоном к 17-фунтовой (76,2-мм) противотанковой пушке (которая устанавливалась также на танках Sherman Firefly, САУ Achilles и Archer) могли решить эту задачу. В борт же немецкая САУ уверенно поражалась бронебойными снарядами английских и американских 57-мм и 75-мм пушек с дистанции порядка 500 м, 76-мм и 90-мм пушек — с дистанции порядка 2000 м. Оборонительные бои «Фердинандов» на Украине и в Италии в 1943—1944 годах подтвердили их очень высокую эффективность при использовании по целевому назначению — как истребителя танков.
С другой стороны, высокая защищённость «Фердинанда» в известной мере сыграла отрицательную роль в его судьбе. Вместо дальнобойного истребителя танков из-за массированного и точного огня советской артиллерии немецкое командование под Курском использовало «Фердинанды» в качестве острия тарана советской глубокоэшелонированной обороны, что было явной ошибкой. Для этой роли немецкая САУ годилась плохо — сказывались отсутствие пулемёта, низкая энерговооружённость для большой массы машины и высокое давление на грунт. Известно, что значительное число «Фердинандов» было обездвижено подрывами на советских минных полях и артиллерийским огнём по ходовой части, большая часть таких машин была уничтожена своими же собственными экипажами из-за невозможности быстрой эвакуации вследствие чрезмерной массы САУ. Советская пехота и противотанковая артиллерия, зная непробиваемость «Фердинанда» и его слабость в ближнем бою, подпускали немецкие САУ поближе, стараясь лишить их поддержки немецкой пехоты и танков, после чего пытались подбить их, стреляя в борт, по ходовой части, по орудию, как и рекомендовали наставления по борьбе с вражескими тяжёлыми танками и САУ.
Обездвиженные САУ становились лёгкой добычей пехоты, вооружённой средствами ближнего противотанкового боя, например, бутылками с зажигательной смесью. Такая тактика была чревата большими потерями, но иногда это приводило к успеху, особенно если немецкая САУ теряла возможность поворота. В частности, один попавший в песчаную яму «Фердинанд» не смог самостоятельно оттуда выбраться и был захвачен советской пехотой, а его экипаж пленён. Слабость «Фердинанда» в ближнем бою была отмечена немецкой стороной и послужила одной из причин модернизации в «Элефант».
Большая масса «Фердинанда» затрудняла его проход по многим мостам, хотя и не являлась запредельно большой, в особенности по сравнению с тяжёлым танком «Тигр II» и САУ «Ягдтигр». Большие габариты и малая подвижность «Фердинанда» не лучшим образом сказывались на живучести машины в условиях воздушного господства авиации союзников.
В целом, несмотря на отдельные недостатки, «Фердинанды» зарекомендовали себя очень хорошо, и при правильном использовании эти САУ являлись чрезвычайно опасным противником любого танка или САУ тех времён. Наследниками «Фердинанда» стали вооружённая столь же мощным орудием, но более лёгкая и слабее бронированная «Ягдпантера» и «Ягдтигр», самый мощный и тяжёлый истребитель танков Второй мировой войны.
Прямых аналогов «Фердинанда» в других странах не было. По концепции и вооружению ближе всего к ней подходят советские истребители танков СУ-85 и СУ-100, но они в два раза легче и намного слабее бронированы. Другой аналог — советская тяжёлая САУ ИСУ-122, при мощном вооружении сильно уступала немецкой самоходке по лобовому бронированию. Английские и американские противотанковые САУ имели открытую рубку или башню, а также были очень легко бронированы.

## Мифы о САУ «Фердинанд»
С САУ «Фердинанд» связан ряд мифов, источником которых служат мемуары и популярная литература.
Миф о многочисленности и широком использовании «Фердинандов»
Источником этого мифа является мемуарная литература, а также и ряд документов времён войны. По подсчётам историка Михаила Свирина, в мемуарной литературе рассказывается более чем о 800 «Фердинандах», якобы участвовавших в боях на самых различных участках фронта. Возникновение мифа связано с широкой известностью этой САУ в Красной армии (в связи с выпуском широким тиражом специальных памяток, посвящённых методам борьбы с данной машиной) и плохой осведомлённостью личного состава о других САУ вермахта — «Фердинандом» назывались практически все немецкие САУ, особенно достаточно крупных размеров и имевшие заднее расположение боевого отделения — Насхорн, Хуммель, Мардер II, Веспе.
Миф о редкости использования «Фердинандов» на Восточном фронте

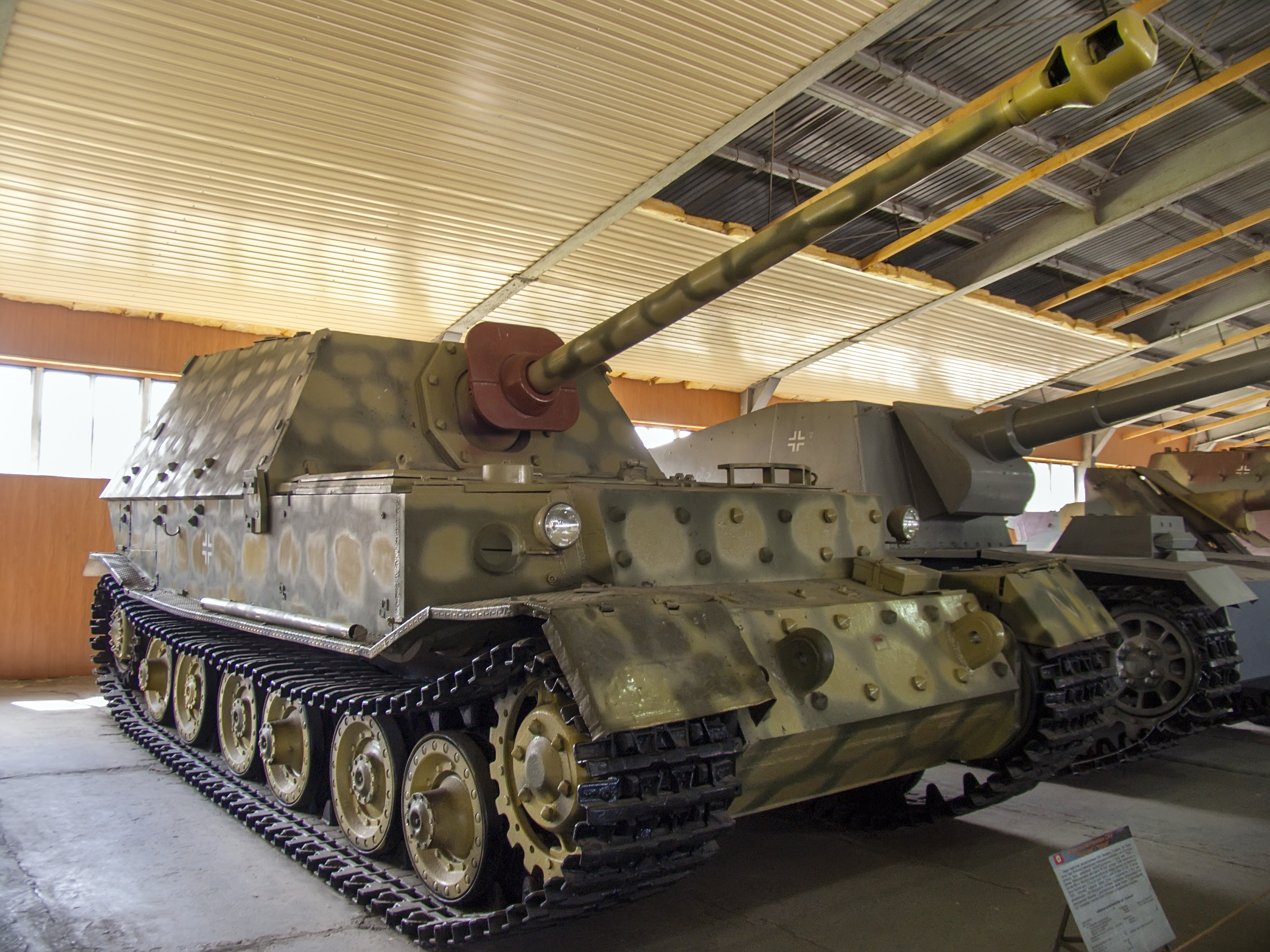
САУ «Ferdinand» в Бронетанковом музее в Кубинке

Этот миф утверждает, что на Восточном фронте «Фердинанды» использовались лишь один или два раза, под Курском, а затем все были переброшены в Италию. На самом деле в Италии действовала лишь одна рота из 11 САУ, остальные машины весьма активно воевали в 1943—1944 годах на Украине. Тем не менее, единственным по-настоящему массированным применением «Фердинандов» остаётся битва на Курской дуге.
Миф о названии «Фердинанда»
Данный миф утверждает, что «настоящим» названием САУ был «Элефант». Миф связан с тем, что в западной литературе эта САУ известна в основном именно под этим названием. На самом деле, оба названия являются официальными, однако правильно следует называть «Фердинандами» машины до модернизации конца 43 — начала 44 годов, а «Элефантами» — после. Основные внешние определяющие отличия — на «Элефантах» установлены курсовой пулемёт, командирская башенка, усовершенствованы приборы наблюдения.
Миф о средствах борьбы с «Фердинандами»
Этот миф утверждает, что основным средством борьбы с этой САУ были тяжёлые буксируемые и особенно самоходные орудия — А-19, МЛ-20, СУ-152, а также авиация. На самом деле основным средством борьбы с «Фердинандами» на Курской дуге стали мины, гранаты, а также полевая артиллерия, ведущая огонь по ходовой части (которая была главным уязвимым местом «Фердинанда», как, впрочем, и других танков и САУ). Хорошо иллюстрирует это утверждение приведённая выше таблица повреждений подбитых САУ «Фердинанд», обследованных 15 июля 1943 года комиссией НИИБТ полигона в районе станции Поныри. Позже эти САУ могли успешно поражаться в борт 57-мм советскими противотанковыми пушками ЗИС-2, а также 76-мм дивизионными пушками ЗИС-3 и танковыми 76-мм пушками (при использовании подкалиберных снарядов).

## Сохранившиеся экземпляры
Ввиду небольшого числа выпущенных машин, до нашего времени уцелело только два экземпляра САУ «Фердинанд»:
- Россия — Бронетанковый музей в Кубинке, позднее был перенесён в парк «Патриот» рядом с Кубинкой.
- США — Центр подготовки артиллерийских вооружений армии США под Питерсбергом в Виргинии (модифицированный вариант — «Элефант», захвачен американскими войсками в Италии). До сентября 2010 года находился на территории Абердинского испытательного полигона. С апреля 2017 по январь 2019 года экспонировался в Бовингтонском танковом музее в Дорсете (Великобритания).

## «Фердинанд» в литературе
САУ «Фердинанд» упоминается в известной повести Виктора Курочкина «На войне как на войне»:

Саня поднёс к глазам бинокль и долго не мог оторваться. Кроме
закопчённых корпусов, он увидел на снегу три грязных пятна, башню, похожую на каску, торчащий из снега казённик пушки и ещё… Он долго всматривался в тёмный предмет и наконец догадался, что это каток.
— Трёх в клочья разнесло, — сказал он.
— Двенадцать штук — как корова языком слизала. Это их «фердинанды» расстреляли, — заверил ефрейтор Бянкин.
…
За поворотом дорогу перегородило самоходное орудие «фердинанд».
… Броня у «фердинанда» вся была во вмятинах, словно её усердно долбили кузнечным молотом. Но экипаж, видимо, бросил машину после того, как снаряд разорвал гусеницу.
— Смотри, как его исклевали. Это он, гад, расколошматил наших, — заявил Щербак.
— Такую броню нашей пушкой не пробьёшь, — заметил Бянкин.
— С пятидесяти метров пробьёшь, — возразил Саня.
— Так он тебя на пятьдесят метров и подпустит!

В книге «Шулер от истории»

Далее Резун громит немецкую самоходку «Фердинанд». Но это снова передергивание карт. Неужто он не знает, что фирма «Нибелунгенверк» изготовила всего 90 шасси для танка VK 4501 (одного из прототипов «Тигра»), а когда он не пошёл в серию, то дабы шасси не пропадали без толку, из них изготовили противотанковые самоходки с 88 мм орудием. Не стоит смеяться над «Фердинандом». Всего 90 штук, а сделали славу всей самоходной артиллерии Вермахта. О них наши фронтовики отзывались, как о смертельно опасных для наших танков. Встреча с «Фердинандом» всегда заканчивалась печально для наших Т-34, КВ, ИС-2. Самоходка их расстреливала с дистанции, на которой наши снаряды уже ничем не могли навредить «Фердинанду».

Недавно мне в руки попал журнал «Техника и вооружение» № 10-2001 г. Статья А. М. Бритикова «100 мм полевая пушка БС-3». Так вот, при испытаниях брони трофейного «Фердинада» в мае 44-го эта пушка (100 мм бронебойным снарядом!!!) с дистанции 500 метров (!!!) лобовую броню немца не пробила! Для убедительности и фото приведено.— Ю. Веремеев. Шулер от истории

## «Фердинанд» в компьютерных играх

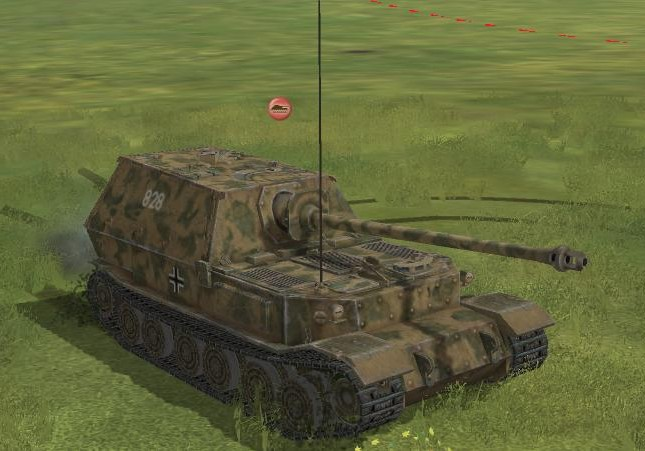
САУ «Фердинанд» в игре «Вторая мировая»

«Фердинанд» фигурирует в достаточно большом количестве компьютерных игр разнообразных жанров:
- «Panzer General III»
- «War Thunder»
- «Блицкриг»
- «Sudden Strike»
- «Вторая мировая»
- «World of Tanks»
- «World of Tanks Blitz»
- «Call of Duty: United Offensive»
- «Company of Heroes 2»
- «Ground war tanks»
- «BF 1942 Forgotten Hope»
- серии игр «В тылу врага»
- «Panzer War»
- War Thunder Mobile

Отражение тактико-технических характеристик бронетехники и особенностей её применения в бою во многих компьютерных играх часто далеко от реальности. Наиболее достоверно эта САУ (причём в обеих модификациях) отображена в играх BF 1942 Forgotten Hope и «Вторая мировая».

## Модели «Фердинанда»

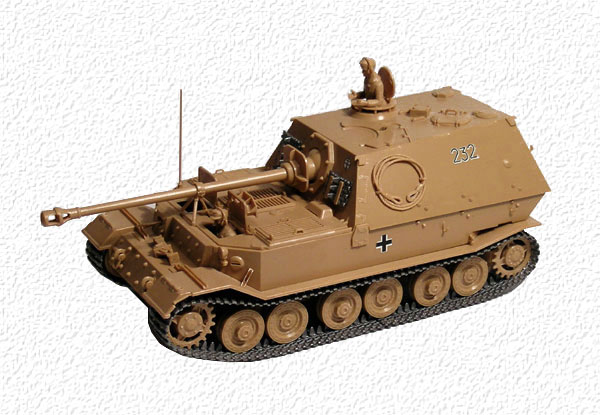
Сборная неокрашенная модель САУ «Элефант» фирмы «Звезда» в масштабе 1:35

Масштабные копии для самостоятельной сборки моделист может найти у следующих фирм:
- 1/35 — Фердинанд или Элефант от DML[англ.] (бренды Cyber Hobby[36] и Dragon[37][38]); Элефант от: Italeri[39] (перепаковывали в разные годы Revell/Italerei[40], Testors[41], TOMY[42] и Звезда[43]), Nichimo[44], Tamiya[45].Звезда начала выпуск своей собственной модели Фердинанда в 2017 году
- 1/48 — Элефант от Fuman[46], Gaso.line[47].
- 1/72 — Фердинанд или Элефант от: DML[англ.] (бренды Cyber Hobby[48] и Dragon[49][50]), Trumpeter[51][52]; Элефант от ESCI[53] (перепаковывали ESCI/ERTL[54], Humbrol[55] и Italeri[56]).
- 1/76 — Элефант от Fujimi[57].
- 1/100 — Фердинанд\Элефант от Звезды

Самой распространенной в регионах России является модель от «Звезды» в масштабе 1:35. Её исходником является модель «Элефанта» от «Italeri». Итальянская фирма создала копию «Элефанта» так как именно модернизированные машины воевали в Италии. Эта модель весьма неточна и упрощена (имеет много ошибок в копийности и детализации). Российская фирма же преподносит эту модель как «Фердинанд», давая декаль и варианты окраски соответствующие машинам до модернизации, что только ухудшает копийность исходника. Впрочем в конце 2017 года фирма «Звезда», представила модельной публике нового «Фердинанда» собственного производства (каталожный номер 3653). Новая модель обладает высоким качеством литья и достоверной детализацией. Позже российской фирмой «Микродизайн» был выпущен набор фототравления для нового «Фердинанда» от «Звезды» (артикул МД 035274), что сделало модель ещё лучше. Перепаковка модели «Элефанта» от «Italeri» была снята с производства.
Чертежи для самостоятельной постройки модели неоднократно публиковались в журнале «Моделист-конструктор».